# Antoine Beyens
Pour les articles homonymes, voir Beyens.
Pour les autres membres de la famille, voir Famille Beyens.
Baron Antoine Beyens, né le 6 octobre 1906 à Paris et mort le 15 décembre 1995 à Bruxelles, est un diplomate belge.

## Biographie

### Vie familiale
Antoine Nicolas Beyens est le fils du ministre Eugène Beyens et de Marguerite Oppenheim. Il est l'oncle d'Henri Beyens (de).

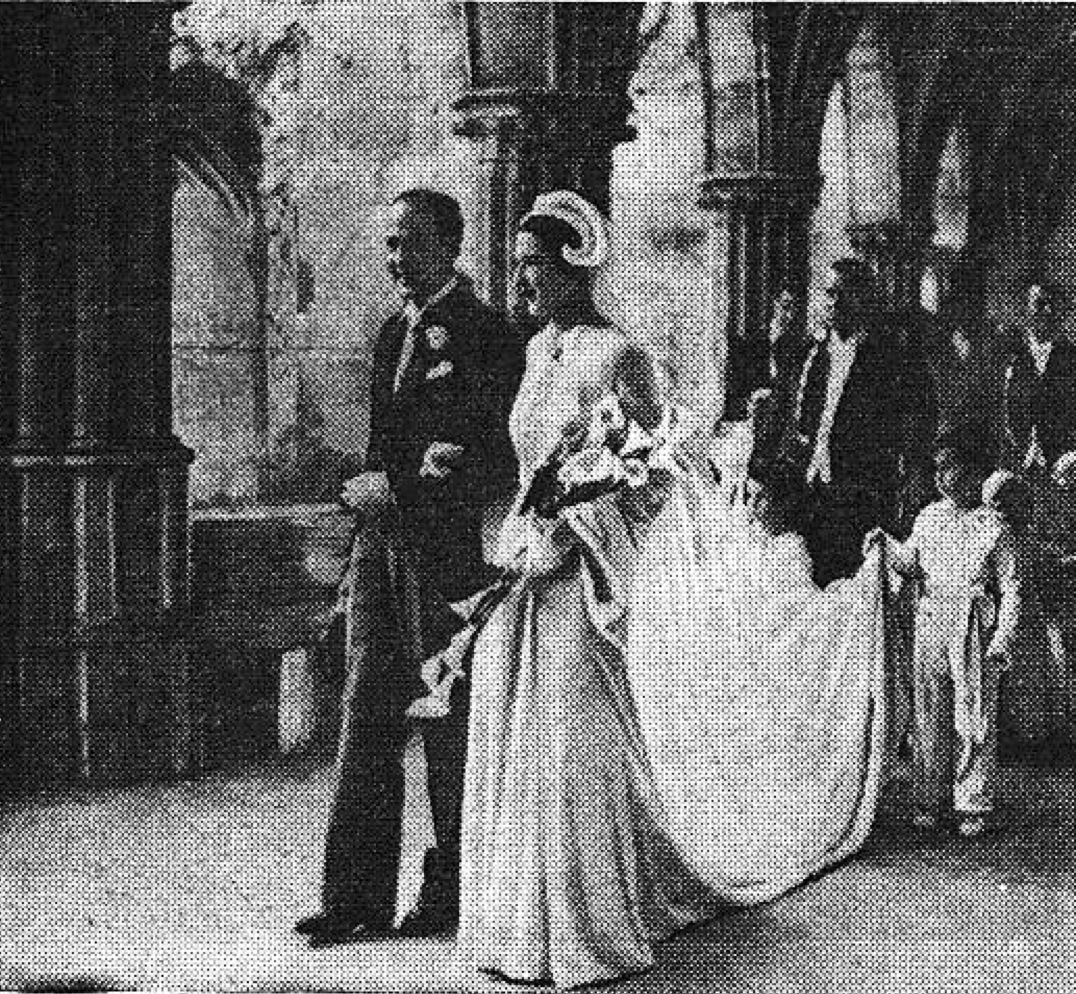
Mariage du baron Antoine Beyens et de Mlle Simone Goüin à l'abbaye de Royaumont.

En 1937, il épouse Simone Goüin, fille de l'industriel et financier Édouard Goüin et de Suzanne du Buit. La cérémonie est célébrée par le cardinal Verdier, assisté de Mgr Roland-Gosselin et de Mgr Chaptal, à l'abbaye de Royaumont, propriété de la famille Goüin.

### Carrière
Antoine Beyens suit ses études de droit à l'Université de Louvain, dont il sort docteur en droit. Il opte alors pour la carrière familiale et rejoint le corps diplomatique en 1932.
Nommé secrétaire d'ambassade à Washington en 1935, puis à Mexico jusqu'en 1939, il rejoint le gouvernement de Paul-Henri Spaak en exil à Londres en 1940, pour qui il sert d'intermédiaire.
Il négocie avec le gouvernement de Franco, en novembre 1945, l'extradition de Léon Degrelle.
Chargé d'affaires à Madrid de 1946 à 1951 et consul général de Belgique à Rabat de 1951 à 1958, il est ambassadeur de Belgique à Lisbonne de 1958 à 1962, puis à Madrid de 1963 à 1967.
De retour à Bruxelles, il occupa encore des fonctions de direction au sein de l'administration du ministère des Affaires étrangères. Il dirige le Département de l'inspection du personnel étranger de 1967 à 1971.

## Décorations
- Commandeur de l'ordre de Léopold
- Commandeur de l'ordre de la Couronne
- Grand-croix de l'ordre d'Isabelle la Catholique
- Grand officier de l'ordre du Ouissam alaouite